# Lysina (Slavkovský les)

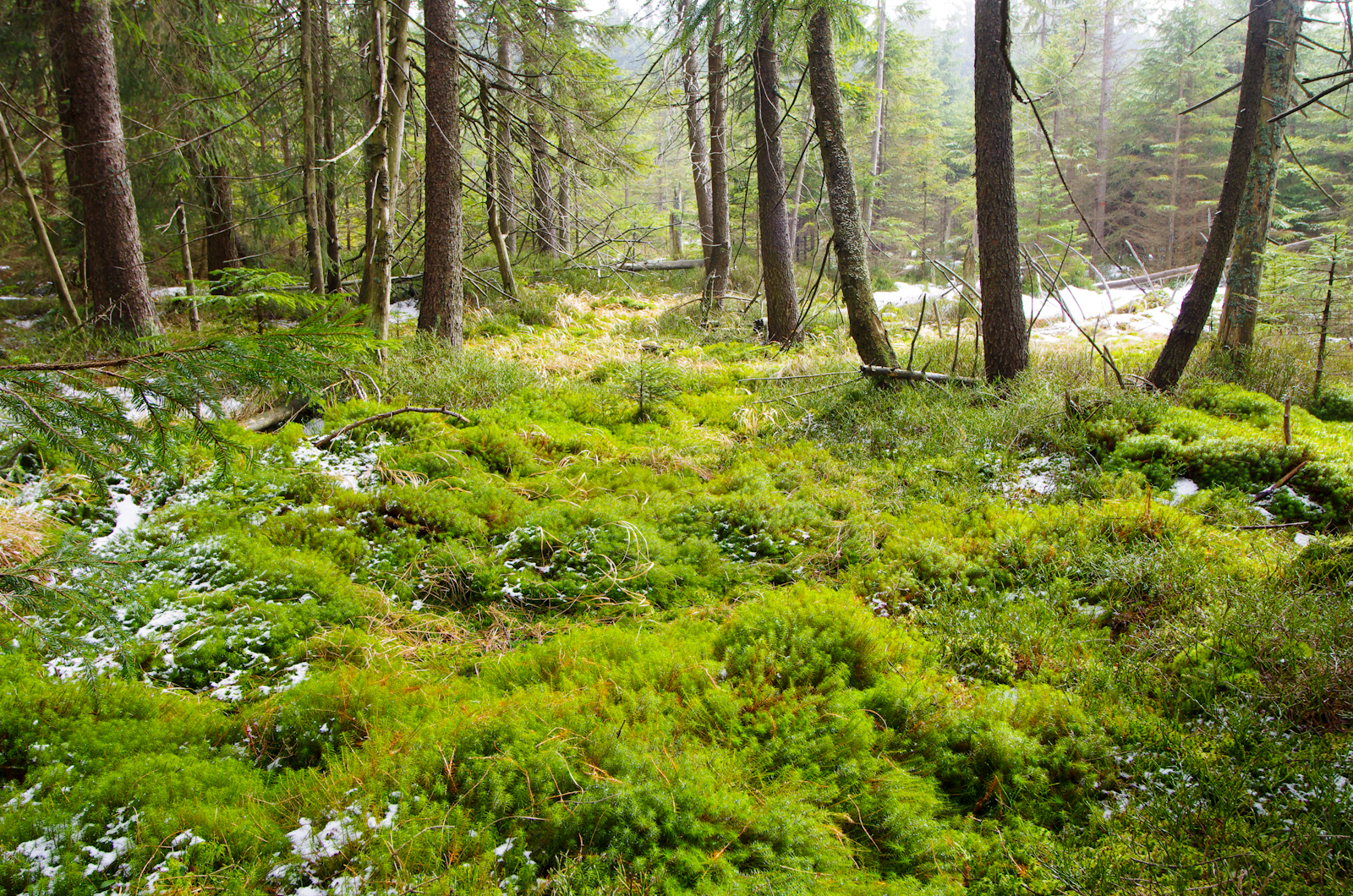
NPR Kladské rašeliny – lokalita Lysina

Lysina, hora v katastru Mariánských Lázní v okrese Cheb v Karlovarském kraji, je druhou nejvyšší horou Slavkovského lesa. Nachází se poblíž Kladské, v Lysinské hornatině v centrální části CHKO Slavkovský les a její nadmořská výška je 982 metrů. Do roku 1948 byla nazývána Kladským vrchem (Glatzberg). Od nejvyšší hory Slavkovského lesa Lesného 983 m n. m. je vzdálena vzdušnou čarou 3 km. Od zámečku v Kladské je vrchol Lysiny vzdálen 1,2 km ZJZ směrem. Vrchol je zalesněn a tak není z vrcholu rozhled.
Na severozápadním svahu hory Lysina se nachází jedna z 5 lokalit Národní přírodní rezervace "Kladské rašeliny", konkrétně lokalita "Lysina" o rozloze 43 ha.
Průměrná roční teplota vzduchu je zde 5 °C.

## Geologie
Podloží tvoří převážně světlé žuly, východní a jižní svahy tvoří kromě světlé žuly i lithné žuly s topazem a greiseny. Cínonosné greiseny byly v minulosti předmětem dobývání cínových rud, které zde probíhalo po dobu několika století již od 15. století (listina o dolech z roku 1454).
Přesto, že výnosy cínu nebyly vysoké, pozůstatky po rýžování i dobývání štolami jsou poměrně rozsáhlé a patrné dodnes. Zejména propady bývalých štol jsou dobře viditelné na východním a jižním svahu Lysiny. Některé z nich jsou z důvodu bezpečnosti opatřeny výstražnými tabulkami se zákazem vstupu.

## Hydrologie
Na vrcholu je umístěn totalizátor, zařízení určené k měření úhrnů srážek.
Povrchové vody vykazují extrémní kyselost (pH 4). Průměrné srážky během 21 hydrologických roků 1990 až 2010 činily téměř 1000 mm, minimum v roce 1997 – 747 mm, maximum v roce 2002 – 1342 mm. Lysina je jedním ze dvou českých povodí v mezinárodní síti více než padesáti evropských povodí nazvané ICP Integrated Monitoring. V roce 2009 se Lysina stala jednou ze čtyř evropských observatoří kritické zóny evropského výzkumného projektu SoilTrEC.